# Schweizerischer Bühnenverband
Der Schweizerische Bühnenverband (SBV) ist die Vereinigung der bedeutendsten subventionierten Berufstheater der Schweiz. Der Verein mit Sitz in Bern vereinigt 31 Bühnen in der deutschen und französischen Schweiz. Präsidiert wird der Verband von Stephan Märki, designierter Intendant des Staatstheaters Cottbus und ehemaliger Intendant von Konzert Theater Bern.  Im April 2020 geht das Amt auf Dieter Kaegi, den Intendanten des Theater Orchester Biel Solothurn, über.

## Aufgaben
Der Verband bezweckt laut Statuten, das „künstlerische Ansehen und die Existenzbedingungen seiner Mitgliederbühnen zu fördern“ und deren „Interessen zu wahren“. Hierzu beschäftigt sich der Verband mit künstlerischen, kultur- und finanzpolitischen Fragen sowie mit Fragen des Bühnen-, Arbeits-, Urheber- und Interpretenrechts. Darüber hinaus setzt er sich mit sozialen, organisatorischen und technischen Problemen der Theater auseinander.
Als Arbeitgeberorganisation handelt der Verband mit seinem Sozialpartner, dem Schweizerischen Bühnenkünstlerverband, einen Gesamtarbeitsvertrag für das künstlerische Solopersonal sowie das Chor- und Ballettgruppenpersonal aus und wirkt in den von den GAV-Partnern unterhaltenen Schiedsgerichten und weiteren Gremien mit. Des Weiteren verhandelt er mit den Verwertungsgesellschaften und den Theaterverlegern Tarife und Tarifbedingungen über die Nutzung von Urheber- und Leistungsschutzrechten.
Der Verband arbeitet im In- und Ausland mit weiteren Organisationen und Institutionen zusammen, so mit dem Suisse Theatre ITI, der Internationalen Arbeitsgemeinschaft deutschsprachiger Theater (IADT) und der Performing Arts Employers Associations League Europe (PEARLE).

## Organisation
Der Verband vereinigt zusammen mit seiner eigenständigen Westschweizer Sektion Union des Théâtres Romands (UTR) 31 Berufstheater der Schweiz mit mehr als 5000 Mitarbeitenden und jährlich über 1,5 Mio. Besuchern. Die Organe des SBV sind die Generalversammlung, der Vorstand, der Ausschuss, die Geschäftsstelle und die Kontrollstelle. Der Generalversammlung ist Wahlorgan des Verbandes, genehmigt den Jahresbericht des Präsidenten und beschliesst über Statutenänderungen. Der Vorstand setzt sich zusammen aus den kaufmännischen und künstlerischen Direktoren der Mitgliederbühnen. Er entscheidet namentlich über die Aufnahme neuer Mitglieder, das Budget und die Jahresrechnung des SBV. Leitendes Organ des Verbands ist der Ausschuss, der sich aus dem Präsidenten, zwei Vizepräsidenten, dem Syndikus (Rechtsberater), der Geschäftsführerin, einer Vertretung der UTR sowie weiteren Mitgliedern zusammensetzt. Der Geschäftsstelle obliegen die operativen Geschäfte.

## Geschichte
Am 7. Oktober 1920 wurde in Zürich der Verband schweizerischer Bühnen gegründet, der sich vor allem gegenüber den vom Deutschen Bühnenverein DBV und der Bühnengenossenschaft geschaffenen neuen Tarifverträgen und Normalverträgen abgrenzen wollte. Seine ersten Mitglieder waren die Stadttheater von Basel, Bern, Luzern, St. Gallen und Zürich sowie das Corso-Theater Zürich, etwas später kam das Grand Théâtre de Genève hinzu. Seit Anbeginn prägten kulturpolitische sowie theater-, urheber- und arbeitsrechtliche Fragen die Aktivitäten des Verbands. 1962 gab sich der Verband neue Statuten und nennt sich seither Schweizerischer Bühnenverband (SBV). 1986 gründeten die französischsprachigen Mitgliederbühnen die Union des Théâtres Romands (UTR) und bilden seither eine eigenständige Sektion des SBV.
Von 1921 bis 1950 wurde der Verband von Ernst Zahnd, Verwaltungsrat der Limmatstädter Theater-AG und Romanautor präsidiert. Ihm folgten der Verleger Emil Oprecht (1950–1952), Fritz Minning, Verwaltungsdirektor des Stadttheaters Bern (1952–1961), später der Luzerner Stadtpräsident Paul Kopp (1961–1975), Hannes Strasser, Verwaltungsdirektor des Opernhauses Zürich (1975–1993) und Ivo Reichlin, Verwaltungsdirektor des Theater Basel (1993–2001). Seit 2001 stand der Verwaltungsdirektor des Luzerner Theaters, Adrian Balmer, dem Verband als Präsident vor, zu dessen Nachfolger der Verband am 10. November 2014 den Intendanten von Konzert Theater Bern, Stephan Märki, gewählt hat.
Seit 2010 führt Kathrin Lötscher die Verbandsgeschäfte. Sie folgte auf Marco Badilatti, der 1994 die Geschäftsführung vom Berner Notar Roland Morgenegg übernommen hatte. Als Rechtsberater (Syndikus) des Verbands amteten die Basler Anwälte Julius Goetschel (1962–1981) und Peter Mosimann (1981–2012), seit 2012 ist der ebenfalls aus Basel stammende Anwalt Maurice Courvoisier Verbandssyndikus.

## Mitglieder
- Kurtheater Baden
- Theater Basel
- Konzert Theater Bern
- Théâtre de Carouge – Atelier de Genève
- Theater Chur
- Am Stram Gram Le Théâtre
- Comédie de Genève – Centre dramatique
- Grand Théâtre de Genève
- Théâtre des Marionnettes de Genève
- Théâtre des Osses
- TPR – Arc en Scènes – Centre Neuchâtelois des Arts Vivants
- Stadttheater Langenthal
- Le petit théâtre
- Opéra de Lausanne
- Le Poche Genève
- Theater St. Gallen
- Théâtre Boulimie
- Théâtre Vidy-Lausanne
- Luzerner Theater
- Théâtre Kléber-Méleau
- Stadttheater Schaffhausen
- Theater Orchester Biel Solothurn
- Theater Kanton Zürich
- Theater Winterthur
- Theater Casino Zug – Theater- und Musikgesellschaft Zug
- Opernhaus Zürich
- Schauspielhaus Zürich
- Theater der Künste
- Theater Neumarkt